# Le Guidargus de la peinture
Le Guidargus de la peinture du XIXe siècle à nos jours, publié par Gérald Schurr, recense dans sa première parution en 1980 les œuvres vendues aux enchères en France, à Londres et à New York en 1979. Plus de 3 000 artistes, classés par ordre alphabétique et 10 000 œuvres sont répertoriées.
Il fait ensuite l'objet d'une publication annuelle.